# RAB13
RAB13 (англ. RAB13, member RAS oncogene family) – білок, який кодується однойменним геном, розташованим у людей на короткому плечі 1-ї хромосоми.  Довжина поліпептидного ланцюга білка становить 203 амінокислот, а молекулярна маса — 22 774.
| 10         |  | 20         |  | 30         |  | 40         |  | 50         |
| ---------- |  | ---------- |  | ---------- |  | ---------- |  | ---------- |
| MAKAYDHLFK |  | LLLIGDSGVG |  | KTCLIIRFAE |  | DNFNNTYIST |  | IGIDFKIRTV |
| DIEGKKIKLQ |  | VWDTAGQERF |  | KTITTAYYRG |  | AMGIILVYDI |  | TDEKSFENIQ |
| NWMKSIKENA |  | SAGVERLLLG |  | NKCDMEAKRK |  | VQKEQADKLA |  | REHGIRFFET |
| SAKSSMNVDE |  | AFSSLARDIL |  | LKSGGRRSGN |  | GNKPPSTDLK |  | TCDKKNTNKC |
| SLG        |  |            |  |            |  |            |  |            |

A: Аланін

C: Цистеїн

D: Аспарагінова кислота

E: Глутамінова кислота

F: Фенілаланін

G: Гліцин

H: Гістидин

I: Ізолейцин

K: Лізин

L: Лейцин

M: Метіонін

N: Аспарагін

P: Пролін

Q: Глутамін

R: Аргінін

S: Серин

T: Треонін

V: Валін

W: Триптофан

Кодований геном білок за функцією належить до фосфопротеїнів. 
Задіяний у таких біологічних процесах як транспорт, транспорт білків. 
Білок має сайт для зв'язування з нуклеотидами, ГТФ. 
Локалізований у клітинній мембрані, мембрані, клітинних контактах, клітинних відростках, цитоплазматичних везикулах, апараті гольджі, щільних контактах, ендосомах.